# ザクーティンツィ (キーウ州)
ザクーティンツィ（ウクライナ語：Заку́тинці；意訳：「小隅」）は、ウクライナのキーウ州ビーラ・ツェールクヴァ地区にある村。チークィチ川河岸に位置する。面積は約1.2km²（2005年）。人口は359人（2005年）。